# Сирлисай
Сирлиса́й (каз. Сырлысай) — село у складі Казигуртського району Туркестанської області Казахстану. Входить до складу Какпацького сільського округу.
Село утворено 2011 року з частини села Какпак.
Населення — 507 осіб (2021).